# Hermandad Gallega Fútbol Club
Hermandad Gallega Fútbol Club é um clube de futebol da Venezuela. Atualmente participa da 2ª Divisão do Campeonato Venezuelano de Futebol.